# Baantjer: het begin
Pour les articles homonymes, voir Baantjer.
Pour plus de détails, voir Fiche technique et Distribution.
Baantjer: het begin est un film néerlandais réalisé par Arne Toonen, sorti en avril 2019.

## Synopsis
Le détective débutant Jurre de Cock a rejoint la police d'Amsterdam en 1980. Il se retrouve avec son partenaire Montijn dans un complot impliquant une possible attaque terroriste le jour du couronnement de la reine.

## Fiche technique
- Titre original : Baantjer: het begin
- Titre international : Amsterdam Vice
- Réalisateur : Arne Toonen
- Scénario : Willem Bosch, Carl Joos
- Producteur : Rachel van Bommel
- Producteur exécutif : Berry van Zwieten
- Direction artistique : Marieke Winters
- Montage : Marc Bechtold
- Costume : Marion Boot, Evelien Klein Gebbink
- Musique : Joris Oonk
- Pays d'origine :  Pays-Bas
- Durée : 113 minutes[2]
- Date de sortie :
  -  Belgique : 17 avril 2019
  -  Pays-Bas : 18 avril 2019

## Distribution
- Waldemar Torenstra : Jurre de Cock
- Tygo Gernandt : Tonnie Montijn
- Jelka van Houten : commandant de la garde Selma
- Fedja van Huêt : Bob Donkers
- Ruben van der Meer : détective de Kemenade
- Horace Cohen : détective Baks
- Wesley van Gaalen : Joshua